# Szemere Attila
Szemere Attila (szemerei de genere Huba) (Párizs, 1859. június 1. – Budapest, 1905. július 22.) országgyűlési képviselő, műgyűjtő, író, újságíró, utazó.

## Élete
Szemere Bertalan miniszter és pilisszántói Jurkovics Leopoldina egyetlen fia. Párizsban született, ahol száműzött szülei tartózkodtak. Alsóbb iskoláit Párizsban, azután amikor hazakerült, Budapesten és Késmárkon folytatta. Egyetemi tanulmányait Budapesten és Párizsban végezte. 18 éves korától fogva a hírlapírói pályán forgott, és felváltva munkatársa volt a Pesti Hirlapnak, a Nemzetnek és az Ábrányi Kornél által szerkesztett Magyarországnak. 1881–84-ben két és fél évig külföldi utazást tett, bejárva Európa nagy részén kívül Észak-Afrikát, Marokkót, Egyiptomot, Ázsia délkeleti részét, Indiát, az indiai tenger szigeteit, a kínai és japán birodalmakat, mely utóbbiakból igen értékes műipari gyűjteményeket hozott haza, amelyeknek egy részét az Országos Iparművészeti Múzeum birtokába bocsátotta. Hazaérkezvén, ismét a hírlapírásra és irodalomra adta magát. 1891-ben a Magyar Hirlap egyik főmunkatársa, majd 1892-ben társtulajdonosa lett. Politikai, nemzetgazdasági, pénzügyi és társadalmi írásokon kívül a szépirodalom terén is sikerrel tett kísérleteket. 1894-ben e viszonyból kilépve, egy nagyobb kőszén-vállalat vezérigazgatói állását foglalta el. Miskolc városa 1896-ban egyik képviselőjévé választotta. Ezután ismét a Pesti Hirlap külső munkatársa volt.
1871-ben még részt vett apja temetésén a miskolci Avason, de szobra 1906-os avatásán már csak az özvegye képviselte a családot. 1925-ben apja mellé temették, felesége pedig a család által őrzött hagyatékot átadta Borsod-miskolczi Múzeumnak. 
Cikkei közül a Pesti Hírlapban (1879. 311-312. sz. Párbajok, 1880. 247. sz. Hirlapirodalmunkról, 1884. 42., 43. sz. Japán és művészete), a Magyar Hirlapban (1891. 86. sz. Gyp.), a Vasárnapi Ujságban (1901. Emlékezés Milán királyra, 1904. Liliputi lovacskák).

## Munkái
- Visite a l'Exposition des livres au palais de l'Académie. Budapest, 1882
- Útmutató az országos ötvösmű-kiállítás helyiségében. Budapest, 1884 (másokkal együtt)

Kéziratban
- Lindau Pál, Lea grófné. Színmű öt felvonásban. ford. (Először 1880. június 6. a Nemzeti Színházban)
- Scribe, a rágalom. Vígjáték öt felvonásban. ford. (Ismertetése Nemzet, 1882. 20. sz.)
- Hozomány nélkül. Vígjáték három felvonásban (Először 1890. március 28. a Nemzeti Színházban. Ismertetése Pesti Napló, 1890/87.; Fővárosi Lapok, 1890/87. sz.)